# Fethi Ahmed Atunsi
Fethi Ahmed Atunsi (* 19. April 1983) ist ein ehemaliger libyscher Radrennfahrer.

## Sportliche Laufbahn
2007 und 2008 wurde Fethi Ahmed Atunsi jeweils libyscher Meister im Straßenrennen und im Einzelzeitfahren. 2007 gewann er eine Etappe der Boucle du Coton in Burkina Faso und wurde Zweiter der Gesamtwertung. In der Gesamtwertung der UCI Africa Tour 2007 belegte Atunsi den zweiten Rang. 2009 wurde er ein weiteres Mal nationaler Meister im Zeitfahren. 2016 beendete er seine Radsportlaufbahn.

## Erfolge
2007
- Libyscher Meister – Einzelzeitfahren, Straßenrennen
- eine Etappe Boucle du Coton

2008
- Libyscher Meister – Einzelzeitfahren, Straßenrennen

2009
- Libyscher Meister – Einzelzeitfahren